# Кверчола (Фиренца)
Кверчола је насеље у Италији у округу Фиренца, региону Тоскана.
Према процени из 2011. у насељу је живело 123 становника. Насеље се налази на надморској висини од 217 м.